# Dolmen von Can Gurri

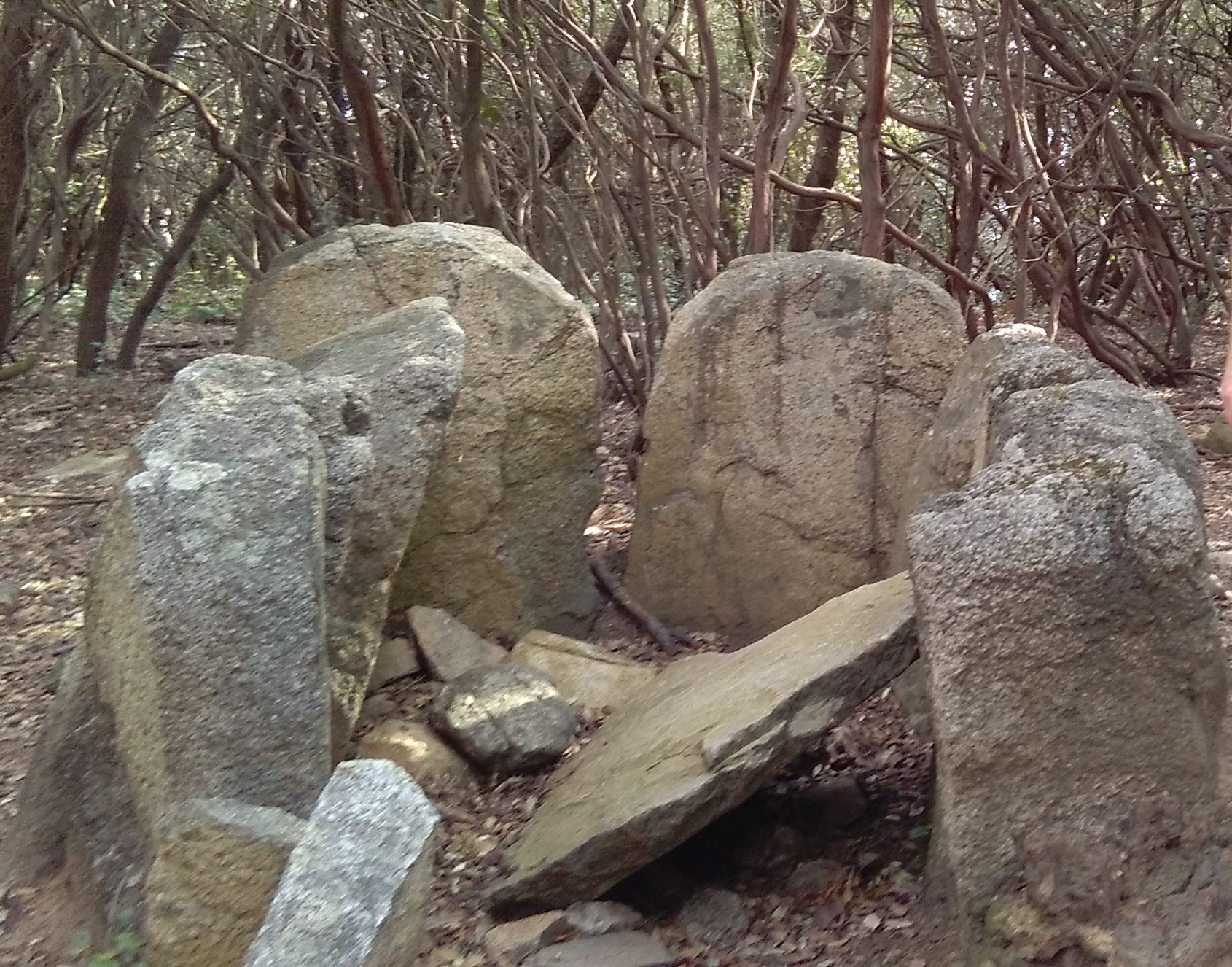
Dolmen von Can Gurri

Der Dolmen von Can Gurri (auch Dolmen del Colle de Can Gurri, Dolmen de la Font d’en Gurri oder Roca d’en Mayal genannt) befindet sich im Bosc de Can Gordi (Wald) südlich von Vallromanes, im Parque de la Serralada Litoral in Martorelles in der Comarca Vallès Oriental in Katalonien in Spanien.

## Beschreibung
Die Kammer ist etwa 2,4 Meter lang und 1,2 Meter breit. Die vertikalen Tragsteine der Kammer und ein Teil des Ganges sind erhalten. Das Ganze ergibt eine brauchbare Vorstellung davon, was ein Dolmen des katalanischen Galerietyps mit schrägen Wänden ist. Als Antoni Guilleumes den Dolmen 1952 entdeckte, lag er noch in einem Teil des Hügels von etwa zehn Metern Durchmesser (heute 7,9 Meter). In der Kammer fand Josep Estrada i Garriga 1955 ein Pflaster aus drei Steinschichten, unter denen sich ein Bronzedolch, Pfeilspitzen, eine Speerspitze und hallstattzeitliche Keramikfragmente der Glockenbecherkultur befanden. Dies erlaubt es, die Nutzungsphase des Dolmens in das 2. Jahrtausend v. Chr. zu legen. Laut Josep Maria Cuyàs i Tolosa (1976) scheint ein Waldbrand an der Zerstörung des Dolmens beteiligt gewesen zu sein.
In der Nähe liegen der Dolmen von Castellruf und der Roca Foradada de Vallromanes.